# Viktoria (album)
Viktoria je čtrnácté studiové album švédské blackmetalové kapely Marduk, které bylo vydáno 22. června 2018. Hlavním motivem textů je druhá světová válka.

## Seznam skladeb
| Pořadí         | Název                | Délka |
| -------------- | -------------------- | ----- |
| 1.             | Werwolf              | 2:02  |
| 2.             | June 44              | 3:49  |
| 3.             | Equestrian Bloodlust | 2:51  |
| 4.             | Tiger I              | 4:12  |
| 5.             | Narva                | 4:31  |
| 6.             | The Last Fallen      | 4:25  |
| 7.             | Viktoria             | 3:26  |
| 8.             | The Devil's Song     | 3:46  |
| 9.             | Silent Night         | 4:12  |
| Celková délka: | Celková délka:       | 32:54 |

## Obsazení
- Daniel „Mortuus“ Rostén – zpěv
- Morgan Steinmeyer Håkansson – kytara
- Magnus „Devo“ Andersson – basová kytara
- Fredrik Widigs – bicí